# わたしたちが孤児だったころ
わたしたちが孤児だったころ（わたしたちがこじだったころ、原題:When We Were Orphans）は、2000年に発表されたカズオ・イシグロの5作目となる長編小説である。同年のブッカー賞最終候補作。

## 概要
推理小説的な手法をとっており、作者自身も「アガサ・クリスティのパスティーシュ（模倣）である」と語っている。

## エピソード
主人公の後見人（フィリップ叔父）が、主人公の母親に欲情を抱いていたことを主人公（パフィン）に告白するというクライマックスは、数ヶ月前、1999年9月に発表された村上春樹の『神の子どもたちはみな踊る』と同じ話しである。